# 석수중학교
석수중학교(石手中學校)는 대한민국 경기도 안산시 단원구 선부동에 있는 공립 중학교이다.

## 학교 연혁
- 2005년 12월 16일 : 석수중학교 8학급 설립인가
- 2006년 3월 1일 : 초대 천인순 교장 취임
- 2006년 3월 3일 : 제1회 입학식(8학급 281명 남 145명, 여 136명)
- 2007년 11월 30일 : 방과후학교 명품교육 프로그램 인증 경기도교육감 지정 (인증기간 2007. 12. 01~2009. 11. 30)
- 2009년 2월 13일 : 제1회 졸업식(8학급 292명 남 144명, 여 148명)
- 2020년 1월 7일 : 제12회 졸업식(7학급 209명, 총 3,155명)
- 2023년 3월 1일 : 제6대 정재필 교장 취임
- 2024년 1월 12일 : 제16회 졸업식(5학급 146명)
- 2024년 3월 4일 : 제19회 입학식(5학급 150명)

## 참고 자료
- 석수중학교 - 한국교육학술정보원 학교알리미